# Johan Albert Kantzow (1713–1805)
Johan Albert Kantzow, född 13 augusti 1713 i Stralsund, död 5 december 1805 i Stockholm, var en svensk grosshandlare och riksdagsman. Han var far till Johan Albert Kantzow.

## Biografi
Johan Albert Kantzow var son till rådmannen i Stralsund Johann Albert Kantzow. Han kom troligen till Stockholm 1736 och vann burskap som grosshandlare i staden 1736. Kantzow kom främst att ägna sig åt spannmåls- och trävaruhandel. Han kom dock även att ägna sig åt rederiverksamhet och ägde skeppsandelar tillsammans med handelshuset Tottie. Genom sitt giftermål 1752 med Christina Maria Hebbe, dotter till Christian Hebbe den äldre stärktes hans ställning som grosshandlare i Stockholm ytterligare. Kantzow var kyrkoråd i Tyska församlingen, ledamot av borgerskapets äldste i Stockholm från 1760 och 1773-1790 handlarnas ordförande där. Han var ledamot av borgarståndet vid riksdagen 1760-1762. Såväl inom Stockholms stad som inom riksdagen stödde Kantzow hattpartiet. Han fick dock ganska litet inflytande vid riksdagen. Under en kort tid 1788 satt Johan Albert Kantzow i bankofullmäktige som kompletteringsvald. Han ersattes dock efter valet i december 1788. Kanzow var från 1760-talet ledamot i Sjöassurance compagniet och tillhörde styrelsen för generaltullarrendesocieteten 1776-1782. Han tillhörde de ursprungliga aktietecknarna i Svenska Västindiska Kompaniet.